# De Dietrich 24/28 PS

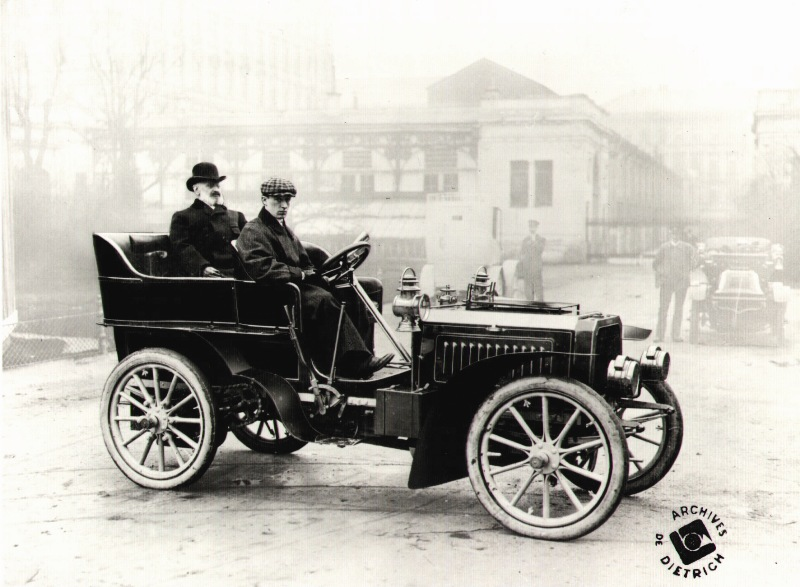
De Dietrich 24/28 PS von 1902

Der De Dietrich 24/28 PS ist ein Pkw-Modell. Hersteller war De Dietrich in Niederbronn im Elsass, das damals zum Deutschen Reich gehörte.

## Beschreibung
Der junge Ettore Bugatti wurde im Juni oder Juli 1902 als Chefkonstrukteur bei De Dietrich angestellt. Er sollte zwei neue Pkw-Modelle entwickeln. Zunächst entstand jedoch der Rennwagen De Dietrich 20 PS, der im August und September 1902 eingesetzt wurde.
Der 24/28 PS kam wie geplant noch 1902 auf den Markt. Er wurde auf dem Pariser Autosalon im Dezember 1902 präsentiert. Außerdem wurden auf der III. Internationalen Automobil-Ausstellung in Wien 1903 ein Fahrgestell ohne Karosserie und ein Tonneau mit vier Sitzen ausgestellt. Ettore fuhr das Fahrzeug selber von Niederbronn nach Wien zur Ausstellung.
Das Modell hat genau wie der genannte Rennwagen einen wassergekühlten Vierzylinder-Reihenmotor. 114 mm Bohrung und 130 mm Hub ergeben 5308 cm³ Hubraum. Damit ist das Fahrzeug in Deutschland mit 24 Steuer-PS eingestuft. Die Motorleistung liegt bei 28 PS. Der Motor ist vorne im Fahrgestell montiert und treibt über ein Vierganggetriebe und zwei seitliche Ketten die Hinterräder an. 85 km/h Höchstgeschwindigkeit sind angegeben.
Eine Quelle nennt 2395 mm Radstand und 1220 mm Spurweite. Neben dem oben genannten Tonneau ist auch eine Limousine mit offenem Fahrersitz bekannt.
Anfang 1904 wurde Ettore von Eugène de Dietrich entlassen. Die von ihm entwickelten Fahrzeuge hatten nicht den gewünschten Markterfolg. Im gleichen Jahr endete die Produktion dieser Modelle. Insgesamt entstanden von den Dietrich-Bugatti, wie sie auch genannt wurden, je nach Quelle kaum 60 oder 64 Fahrzeuge.
Eine andere Bezeichnung für das Modell ist Bugatti Type 3, weil es die dritte Entwicklung von Ettore Bugatti ist. Eine andere Quelle nennt das Fahrzeug einen 16-PS-Wagen, wobei unklar bleibt, ob sich das auf Cheval fiscal bezieht. Der De Dietrich 30/35 PS aus der Zeit von 1903 bis 1904 hat einen etwas größeren Motor. Der De Dietrich 50/60 PS ist ein Rennwagen, der 1903 beim Rennen von Paris nach Madrid starten sollte.